# Chrask
Chrask (ukr. Хряськ, Chriaśk) – wieś na Ukrainie, w obwodzie wołyńskim, w rejonie kamieńskim.
Do 2020 w rejonie maniewickim.